# Teufelsliteratur

Wider den Saufteufel von Matthäus Friderich (1561)

Als Teufelsliteratur bezeichnet man didaktische, zur Rügedichtung zählende Traktate satirischen Charakters, die vor allem in der zweiten Hälfte des 16. Jahrhunderts verfasst wurden. Sie richteten sich gegen Sünden und Laster, hinter denen ein dafür zuständiger Teufel vermutet wurde.

## Entwicklung
Die Deutung der Paradiesgeschichte führte dazu, dass der Teufel in Schöpfungserzählungen und Weltchroniken Teil der Dramatis personae wurde.
So erschien er im Geistlichen Drama und Passionsspiel des Mittelalters als Kontrahent und Versucher Christi. Das Bewusstsein vom Sieg Gottes wies ihm in der dramatischen Umsetzung die stereotype Rolle des Unterlegenen zu. Auf diese Weise erhielt er neben den schrecklichen auch komische Züge. Der schönste und klügste unter den Engeln, der nach der Legende wegen seines Stolzes, Hochmuts und seiner Auflehnung gegen Gott vom Erzengel Michael in den Abgrund gestürzt worden war, verwandelte sich dort in einen hässlichen Betrüger in tierähnlicher Gestalt.
Häufig beschrieben wurde die große Klageszene des Verdammten nach seinem Höllensturz. Gegen die Ränke des auf diese Weise komisch dargestellten Teufels waren die Menschen der damaligen Vorstellungswelt durch ihren Glauben gefeit.
So entstanden eine Reihe satirischer Lehrgedichte – etwa Des Teufels Netz von 1441 – sowie „Beichten“ und Legenden vom „armen Teufel“. In der weiteren Entwicklung ist vor allem der Einfluss der Reformation von Bedeutung.

## Hintergrund und Inhalt
In der Absicht, der Glaubensreinheit zu dienen und die Wahrheit der Heiligen Schrift gegenüber einer Vielfalt unterschiedlicher Auslegungen zu unterstreichen, schärfte die Teufelsliteratur ein Sündenbewusstsein, das alle Stände und Gesellschaftsbereiche erfasste. Dieser Vorgang war von der reformatorischen Rechtfertigungslehre ebenso beeinflusst wie von Martin Luthers immer wieder geäußerter Vorstellung von der Allgegenwart des Teufels. In vielen Schriften ist der Teufel – auch als Kompositum – Teil einer gängigen Rhetorik, mit der er das Schlechte anprangerte.
So sprach Luther etwa in der nachträglich verfassten Vorrede zu den 95 Thesen davon, dass „Satan nicht tot“, sondern „noch ein Fürst der Welt“ sei. Seiner „Macht, List und Bosheit“ sei jedermann unterworfen, ausgenommen Christus und diejenigen, „die in Wahrheit Christus angehören!“
In der Schrift An den christlichen Adel deutscher Nation bemühte er den Teufel ebenfalls mehrfach, um Missstände zu verdeutlichen und anzuklagen. In seinen Tischreden äußerte er einmal, man könne den Teufel mit „Possenreißerei verjagen“, wenn es mit „ernsten Worten und mit der Schrift“ nicht möglich sei. „Der Teufel kommt nur dann zu mir, wenn mein Geist ohne Arbeit ist.“ Es handele sich um teuflische „Anfechtungen, ... wenn einer (in seiner durch Leid gequälten Vorstellung) aus Gott den Teufel macht.“
In der Teufelsliteratur klagte man vor allem über die Schlechtigkeit der Welt und verdammte die Sünden des Alltagslebens, die sich als Sauf-, Fluch, Spiel-, Neid-, Hochmut- und Lügenteufel an die Menschen heranschleichen und sie zu einem unsittlichen Lebenswandel verführen würden.
Neben den öffentlich dargestellten Unsitten bezogen sich die Mahnungen vornehmlich auf den Bereich von Ehe und Familie und führten zu einer differenzierten reformatorischen Teufelslehre. Diese knüpfte zwar an mittelalterliche Traditionen an, entwickelte jedoch eine eigenständige Vorstellung von der Gegenwart des Bösen im Alltag und suchte die persönlichen wie kirchenöffentlichen Frömmigkeits- und Verhaltensstandards mit moralischen Ratschlägen zu reglementieren.
In diesem Sinne stand bei den bekanntesten Autoren dieses Genres wie etwa Andreas Musculus und Cyriacus Spangenberg, die als Theologen und Prediger für die Reformation eintraten, die volkspädagogische Absicht im Vordergrund.
In Sigmund Feyerabends Theatrum diabolorum von 1569 findet sich eine umfangreiche Sammlung von Teufelsliteratur.

## Galerie

„Saufteufel“ von Matthäus Friderich (1561)
„Hosenteufel“ des Andreas Musculus (1556)
„Eheteufel“ von Andreas Musculus (1556)
„Jagdteufel“ des Cyriacus Spangenberg (1561)
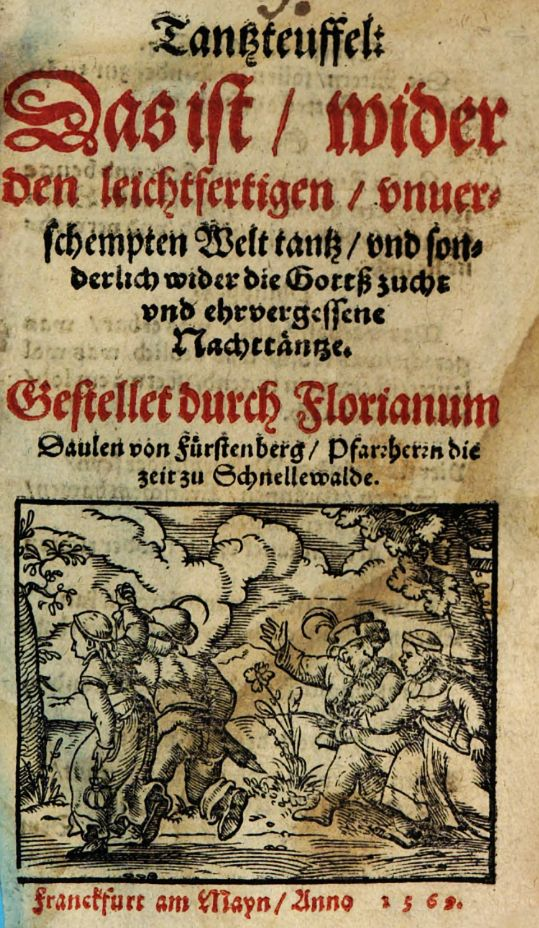
„Tanzteufel“ von Florian Daul (1567)

## Auswahl
- 1552 Matthäus Friderich: Wider den Sauffteuffel. Etliche wichtige ursachen, warumb alle Menschen sich für dem Sauffen hüten sollen. Item/ Das das bald vnd ganzt Sauffen Sünde/ vnd in Gottes Wort verboten sey. Item/ Etliche Einreden der Seuffer/ mit ihren verleugnungen/ Durch Matthæum Friderich von Görlitz. Hantzsch, Leipzig 1552; später deutlich erweitert als Wider den Sauffteufel. Mit allem Vleiss gebessert und an vielen Orten gemehret. Item/ Ein Sendbrieff des Hellischen Sathans/ an die Zutrincker/ vor 45 Jaren zuvor ausgangen. Item/ Ein Sendbrief Matthei Friderichs/ an die follen Brüder in Deudschem Lande. Henricus, Ursel 1561.
- 1556 Andreas Musculus: Vom Hosen-Teuffel. Gedruckt zu Franckfurt an der Oder durch Johann Eichorn. (Google Books)
- 1556 Andreas Musculus: Wider den Ehteuffel. Gedruckt zu Franckfurt an der Oder durch Johann Eichorn. (Google Books)
- 1557 Eustachius Schildo: Spilteufel. Ein gemein Ausschreiben von der Spiler Bruderschafft vnd Orden, sampt jren Stifftern, gutten Wercken vnnd Ablaß: Mit einer kurtzen angehengter erklärung: nützlich vnnd lustig zu lesen. Gedruckt zu Franckfurt an der Oder durch Johann Eychorn Anno M.D.LVII. (Google Books)
- 1561 Andreas Musculus: Wider den Fluchteufel. Von dem Unchristlichen, erschrecklichen und grausamen Fluchen und Gottslesterung, trewe und wolmeinede Vermanung und Warnung. (Google Books)
- 1561 Cyriacus Spangenberg: Der Jagteufel. Bestendiger vnnd wolgegründter bericht, wie fern die Jagten rechtmessig, vnd zugelassen. Vnnd widerumb warinn sie jetziger zeit des mehrer theils Gottloß, gewaltsam, vnrecht, vnd derdamlich seind, Vnnd derhalben billich vnderlassen, oder doch geenderet werden solten. (Google Books)
- 1561 Matthäus Friderich: Widder den Sauffteuffel, gebessert vnd an vielen örtern gemehret. Jtem, Ein Sendbrieff des Hellischen Sathans, an die Zutrincker, vor 45. Jaren zuvor aus gegangen. Jtem, Ein Sendbrieff Matthaei Friderichs, an die Follen Brüder in Deutschem Lande. Gedruckt zu Franckfurt an der Oder/ durch Johan. Eichorn/ Anno/ M. D. LXI. (Google Books)
- 1567 Florian Daul: Tantzteuffel: Das ist wider den leichtfertigen, unverschempten Welt tantz, vnd sonderlich wider die Gottes zucht vnd ehrvergessene Nachttentze. Gestellet durch Florianum Daulen von Fürstenberg, Pfarrherrn die zeit zu Schnellewalde. Getruckt zu Frackfurt am Mayn, bey Martin Lechler, in verlegung Sigmund Feyrabends vnd Simon Hüters. Anno M.D.LXVII. (Google Books)